# ديكستر جاكسون (لاعب كرة قدم أمريكية)
ديكستر جاكسون (بالإنجليزية: Dexter Jackson)‏ هو لاعب كرة قدم أمريكية أمريكي، ولد في 5 أغسطس 1986 في ديكاتور في الولايات المتحدة.

## وصلات خارجية
- ديكستر جاكسون على موقع مرجع كرة القدم المحترفة.كوم (الإنجليزية)